# Grotte de Kent
La grotte de Kent ou caverne de Kent (en anglais, Kents Cavern) est un système de grottes situé à Torquay dans le Devon, en Angleterre. Il est remarquable pour ses vestiges archéologiques et géologiques. Le système de grottes est ouvert au public, et possède le statut de site d'intérêt scientifique particulier depuis 1952 et de Scheduled monument depuis 1957.

## Préhistoire
Les cavernes et passages souterrains ont été formés au début du Pléistocène par l'action de l'eau, et ont été occupés par au moins huit populations indigènes distinctes qui ont habité les îles britanniques.

### Kents Cavern 4
Un fragment de maxillaire (mâchoire supérieure) du genre Homo a été découvert dans la caverne au cours d'une fouille en 1927 par la Société d'histoire naturelle de Torquay, et nommé Kents Cavern 4 (KC 4). Le spécimen est exposé au musée de Torquay.
En 1989, le fragment a été daté par le radiocarbone à 36 400—34 700 ans cal BP, mais une étude de 2011 a daté les ossements fossiles d'animaux, notamment de rhinocéros laineux, provenant des strates voisines et a conduit à une estimation de 44 200—41 500 ans cal BP. La même étude a analysé la structure dentaire du fragment et a déterminé qu'il s'agissait d'un Homo sapiens plutôt qu'un Homme de Néandertal, faisant de Kents Cavern 4 le plus ancien fossile d'un homme anatomiquement moderne découvert en Europe du nord-ouest selon ces résultats,. Cette étude a été contestée par d'autres spécialistes, invoquant le fait que la position exacte du maxillaire lors de sa découverte n'est pas connue et que les sédiments autour du fossile ont bougé depuis son dépôt.